# 吳廷爚
吳廷爚（？—？），字韜甫，號瞻暘，福建漳州府漳浦縣人。

## 生平
十一月十二日生。万历三十七年（1609年）己酉科福建乡试第十二名举人，四十一年（1613年）癸丑科進士，都察院觀政，四十三年擢授户部主事，四十五年管理明智草场，四十七年榷江西九江关税，本年晋户部山东司员外郎、山西司郎中，四十七年十一月升江西南安府知府，天啓元年（1621年）调吉安府，天啓三年升本省按察司副使，五年丁憂去职。崇祯元年（1628年）起补广东副使，二年升江西右参政，三年升江西按察使，四年考察去職。

## 家族
祖父吴镕。父吴一檜，明万历元年举人，官兴国州知州。